# Zuzana Kočová
Zuzana Kočová (* 17. August 1922 in Jičín; † 12. Juni 1988 in Prag) war eine tschechoslowakische Künstlerin. Sie wirkte zu Beginn vor allem als Schauspielerin und Dramaturgin am Theater. Später schrieb sie auch Dramen und Prosawerke.

## Leben
Sie wurde als Liběna Kočová geboren, nahm aber zu Beginn ihrer Laufbahn den Vornamen Zuzana an. Ab 1940 besuchte sie die Schauspielschule am Prager Avantgarde-Theater D40. Das Theater wurde 1941 geschlossen. Nach der Wiedereröffnung 1945 kehrte Kočová zurück und wirkte bis 1962 dort als Schauspielerin, Lektorin und künstlerische Leiterin. 1964–1973 leitete sie die Experimentalbühne Maringotka. 1974–1978 arbeitete sie als Dramaturgin für den Tschechoslowakischen Rundfunk. Sie schrieb Beiträge zu Zeitungen und Zeitschriften, dramatisierte Klassiker wie Balzac, Stendhal, Cervantes oder Jack London für das Theater und den Rundfunk und schrieb auch eigene Dramen über zeitgenössische Themen. 1975 veröffentlichte sie einen Band mit autobiographischen Erzählungen als ihre erste Prosa-Arbeit. Später folgten zwei Romane, zwei literarische Reiseberichte und weitere Erzählungen.
Zuzana Kočová war mit Emil František Burian verheiratet. Ihr Sohn ist der Dichter und Liedermacher Jan Burian.